# Marge glacée
Phénomène hydrologique fréquent dans les régions englacées. Il s’agit d’une étendue glacée se formant en marge des glaciers lors de la circulation vernale (printanière) des eaux fluvioglaciaires sur une surface gelée. La marge glacée se présente sous la forme d’un ensemble d’aiguilles de glace verticales longues de quelques décimètres. 
Synonymes: aufeis, icing, naled.